# Ode aan de vreugde (film)
Ode aan de vreugde (Zweeds: Till glädje) is een Zweedse dramafilm uit 1950 onder regie van Ingmar Bergman.

## Verhaal
Een violist hoort dat zijn vrouw bij een ongeluk om het leven is gekomen. Hij herinnert zich hun eerste ontmoeting, pril liefdesgeluk, conflicten, ontrouw en verzoening. Uit de muziek put hij zijn overlevingskracht.

## Rolverdeling
| Acteur            | Personage     |
| ----------------- | ------------- |
| Maj-Britt Nilsson | Märta Olsson  |
| Stig Olin         | Stig Eriksson |
| Birger Malmsten   | Marcel        |
| John Ekman        | Mikael Bro    |
| Margit Carlqvist  | Nelly Bro     |
| Victor Sjöström   | Sönderby      |